# Herr der Zeit
Herr der Zeit (englisch: The Accidental Time Machine) ist ein im Jahr 2007 veröffentlichter Science-Fiction-Roman von Joe Haldeman. Auf Deutsch erschien der Roman in der Übersetzung durch Alexander Kühnert im Jahr 2012.

## Handlung
Die Handlung des Buches setzt im Jahr 2057 ein, doch der technologische Fortschritt ist bis auf die namensgebende Zeitmaschine eher unauffällig:
Die Hauptperson Matt Fuller verdingt sich als Mitarbeiter am MIT und erschafft rein zufällig eine kleine, kastenartige Zeitmaschine, während er eigentlich ein Eichgerät für die Detektion von Gravitonen konstruieren will.
Als Fuller, der zu diesem Zeitpunkt durch leistungssteigernde Drogen bereits tagelang wach ist, die Maschine aktiviert, verschwindet sie, um kurz darauf zurückzukehren. Es stellt sich heraus, dass sie nur in die Zukunft reisen kann, und jedes Mal, wenn sie erneut aktiviert wird, zwölf Mal weiter in die Zukunft reist als beim vorherigen Sprung; zunächst 34 Minuten, dann 6 Stunden und 48 Minuten. Fuller rechnet aus, dass die folgenden Intervalle 3,34 Tage, 39,54 Tage, 465 Tage, 15 Jahre, 177 Jahre, 2094 Jahre und so weiter betragen werden.
Da Fuller weder seine Stellung, in der ihm wenig zugetraut wird, noch seine Beziehung zu seiner lieblosen Freundin Kara wirklich etwas bedeuten, beschließt er mit einem umgebauten Kraftfahrzeug weiter in die Zukunft zu reisen.
So erreicht er verschiedene Welten und muss sich einer Vielzahl schwerwiegender Probleme stellen:
Seine erste Reise führt ihn etwas mehr als ein Jahr in die Zukunft: Matt findet sich in einer unangenehmen Situation wieder, da ein Freund, der ihn bei der Vorbereitung seines ersten Sprungs unterstützt hatte, wenig später unter verdächtigen Umständen gestorben ist. Matt wird festgenommen, doch ein geheimnisvoller Wohltäter entrichtet eine Kaution in Höhe von einer Million Dollar. Matt ist überzeugt, dass es sich bei dieser Person um ihn selbst handeln muss, herbeigereist aus einer fernen Zukunft. So entschließt er sich, weiter in diese Zukunft vorzustoßen.
Über ein Jahrhundert später findet er in Massachusetts einen fundamentalistischen Gottesstaat vor. Die Bewohner geben an, es sei vor etwa 70 Jahren zur Wiederkunft Jesu gekommen, und dieser habe dann eine Diktatur errichtet. Das MIT ist jetzt als das Massachusetts Institute der Theosophie bekannt, die Professoren leben wie Mönche und Frauen dürfen nur als Helfer tätig sein. Als „Jesus“ Matt zu sich ruft und nach der Zeitmaschine verlangt, enttarnt Matt ihn als eine künstliche Intelligenz (KI), die die Menschheit versklaven will. Er flüchtet mit seiner attraktiven jungen Assistentin Martha.
Die nächste Zukunft wird nicht mehr von Fanatikern beherrscht, vielmehr werden alle Menschen von wohlwollenden Robotern umsorgt, müssen nicht mehr arbeiten und investieren stattdessen viel Zeit in höchst komplizierte Tauschgeschäfte (eine Währung existiert nicht mehr). Matt wird durch die Versteigerung einer Flasche Wein unverschämt reich und trifft die scheinbar wohlwollende KI, die der Menschheit beisteht. Diese Intelligenz, die sich „La“ nennt, offenbart ihm, dass sie ihr Heil in der Zukunft suchen will, da die satten Bewohner ihrer Gegenwart sie nicht mehr reizen. Matt und Martha begleiten sie auf diesem Sprung. Zunächst werden sie vor den Toren einer großen Stadt abgewiesen, da die Menschen hier sich an Seuchen erinnern, die von Zeitreisenden mitgebracht worden sind.
So reisen sie weiter und finden die Welt als eine Wüste vor, in der sie erfahren, dass die meisten Menschen ins Weltall ausgewandert sind. Matt erscheinen seltsame Wesen aus der fernen Zukunft in seinen Träumen, die ihm offenbaren, dass La ihn pausenlos (außer in seinen Träumen) überwacht und diabolische Pläne schmiedet: Sie möchte so weit in die Zukunft reisen, dass sie das Ende des Universums erreicht, kann dies jedoch nur tun wenn Matt sie dorthin begleitet.
Schließlich erscheinen die Wesen aus Matts Träumen und intervenieren. Sie ermöglichen es La, allein weiter in die Zukunft zu reisen, schicken jedoch Matt und seine Begleiterin zurück an einen Ort oder in eine Zeit ihrer Wahl. Denn auch ihre Kräfte sind begrenzt, sie können bei einer Sendung in die Vergangenheit entweder den Ort oder den Zeitpunkt genau festlegen, nie jedoch beides. Da Matt und seine Begleiterin nicht riskieren wollen im Meer oder im Inneren eines Vulkanes zu materialisieren, entscheiden sie sich für das MIT. Schließlich müssen sie feststellen, dass sie im endenden 19. Jahrhundert erschienen sind und gründen glücklich eine Familie. Ausgestattet mit dem Wissen über die nahe Zukunft, insbesondere über die Entwicklung der Physik, macht Matt eine Karriere als Professor am MIT.

### Zeitlinie und die verschiedenen Gesellschaften
- 2. Februar 2058: Matts erste Zeitreise – 39 Tage. Taucht mitten auf einer Straße in Boston auf.
- 15. Mai 15 2059: 465 Tage später. Taucht mitten auf einem vollen Highway auf.
- 2074: 15 Jahre später. Matt taucht auf dem Spielfeld eines Stadions auf, dass „Matthew Fuller Sports Centre“ heißt. Die Gesellschaft ist der von 2058 ähnlich, ist aber auf dem Gebiet der Wissenschaft und technologie fortschrittlicher. Auch gibt es neue Trends wie z. B. Gesichtsnarben bei Körpermodifikationen.
- 2252: 177 Jahre später. Matt taucht an der Grenze zu New Hampshire auf. Dort hat sich ein  theokratische Gesellschaft gebildet, an dessen Spitze ein Anführer steht, der sich als Jesus ausgibt. Die Einwohner scheuen Technik und das Studium jedweder Geschichte vor dem Einjährigen Krieg. Sie glaube, dieser Krieg wurde zwischen Gläubigen und Nicht-Gläubigen von Jesu nach seiner Wiederkunft ausgetragen. Sie bezeichnen das Jahr, in dem Matt ankommt, als 71.
- 4346: 2.094 Jahre später. Matt und Martha kommen in der Nähe von Kalifornien in einer Gesellschaft an, die von einer künstlichen Intelligenz namens La (von L. A.) regiert wird. Es scheint keine Armut oder Krankheit zu geben und die Bewohner leben nach den Regeln des Tauschhandels, der sich auf materiellen Reichtum konzentriert.
- 24.000 Jahre später. Martha, La und Matt landen mit ihrem Gleiter im Pazifischen Ozean vor der Küste Indonesiens und reisen nach Australien und Amerika. Sie werden von einem Hologramm begrüßt, das ihnen aufgrund ihrer Erfahrung mit Krankheiten, die von früheren Zeitreisenden eingeschleppt wurden, keinen Kontakt zur Gesellschaft erlaubt. Ansonsten begegnen sie biotechnologisch veränderten Dinosauriern und bärenähnlichen Menschen.
- 320.000 Jahre später. Es scheint kein Leben mehr auf der Erde zu geben. Deshalb reisen sie zum Mond. Dort begegnen sie nur großen, feindseligen mechanischen Kreaturen.
- 3,5 Millionen Jahre später. Sie treffen sechs weitere Zeitreisende, die Martha und Matt in die Vergangenheit und La in die Zukunft schicken.
- 1898. Martha und Matt kommen wieder in Boston an.

## Vergleich mit Haldemans Der Ewige Krieg
Die Laufbahn der Hauptperson Mandella in Der Ewige Krieg beginnt im Jahr 1995 und endet 3143; Matt Fuller begegnet dem Leser im Jahr 2058 und reist so weit in die Zukunft, dass Datumsangaben sinnlos erscheinen.

## Dramatis personæ
- Matt Fuller – Protagonist, MIT-Labormitarbeiter
- Professor Jonathon Marsh – Vorgesetzter von Matt Fuller
- Kara – Lieblose Lebensabschnittsgefährtin der Hauptperson
- Strom – Karas neuer Lebensgefährte/Ehemann
- Denny Peposi – Matts Dealer
- Vater Hogarty – MIT Professor im Fachbereich Theokratie
- Martha – MIT Assistentin, später Matts Gefährtin
- La – Überlegene künstliche Intelligenz
- Em & Arle – Bewohner der Zeit des Tauschhandels
- Jesus/Jesse – Allmächtiger Zeitreisender aus der Zukunft, der Matt zurücksendet